# Guvernul Mugur Isărescu
Guvernul Mugur Isărescu a condus România în perioada 22 decembrie 1999 - 28 decembrie 2000.

## Componența
16 decembrie 1999 - Mugur Isărescu a fost desemnat în funcția de prim-ministru al României. A fost însărcinat ca până la 20 decembrie să propună miniștrii ce vor face parte din noul cabinet.
22 decembrie 1999 - Prim-ministrul Mugur Isărescu și membrii cabinetului său depun jurământ în fața președintelui României, Emil Constantinescu.
| Portofoliu                                                                     | Nume                    | Partid      | În funcție din    | Până la           |
| ------------------------------------------------------------------------------ | ----------------------- | ----------- | ----------------- | ----------------- |
| Prim-ministru                                                                  | Mugur Isărescu          | independent | 22 decembrie 1999 | 28 decembrie 2000 |
| Ministru de stat președintele Consiliului de Coordonare Economico - Financiară | Mircea Ciumara          | PNTCD       | 22 decembrie 1999 | 28 decembrie 2000 |
| Ministru de stat, ministrul afacerilor externe                                 | Petre Roman             | PD          | 22 decembrie 1999 | 28 decembrie 2000 |
| Ministru de stat, ministrul justiției                                          | Valeriu Stoica          | PNL         | 22 decembrie 1999 | 28 decembrie 2000 |
| Ministru de stat, ministrul sănătății                                          | Hajdu Gabor             | UDMR        | 22 decembrie 1999 | 28 decembrie 2000 |
| Ministru de interne                                                            | Constantin Dudu Ionescu | PNTCD       | 22 decembrie 1999 | 28 decembrie 2000 |
| Ministrul apărării naționale                                                   | Victor Babiuc           | PD          | 22 decembrie 1999 | 13 martie 2000    |
| Ministrul apărării naționale                                                   | Sorin Frunzăverde       | PD          | 13 martie 2000    | 28 decembrie 2000 |
| Ministru de finanțe                                                            | Decebal Traian Remeș    | PNTCD       | 22 decembrie 1999 | 28 decembrie 2000 |
| Ministrul muncii și protecției sociale                                         | Smaranda Dobrescu       | PSDR        | 22 decembrie 1999 | 28 decembrie 2000 |
| Ministrul industriei și comerțului                                             | Radu-Mircea Berceanu    | PD          | 22 decembrie 1999 | 28 decembrie 2000 |
| Ministrul agriculturii și alimentației                                         | Ioan Avram Mureșan      | PNTCD       | 22 decembrie 1999 | 28 decembrie 2000 |
| Ministrul transporturilor                                                      | Traian Băsescu          | PD          | 22 decembrie 1999 | 26 iunie 2000     |
| Ministrul transporturilor                                                      | Anca Boagiu             | PD          | 27 iunie 2000     | 28 decembrie 2000 |
| Ministrul lucrărilor publice și amenajării teritoriului                        | Nicolae Ștefan Noica    | PNTCD       | 22 decembrie 1999 | 28 decembrie 2000 |
| Ministrul apelor, pădurilor și protecției mediului                             | Romică Tomescu          | PNTCD       | 22 decembrie 1999 | 28 decembrie 2000 |
| Ministrul educației naționale                                                  | Andrei Marga            | PNTCD       | 22 decembrie 1999 | 28 decembrie 2000 |
| Ministrul culturii                                                             | Ion Caramitru           | PNTCD       | 22 decembrie 1999 | 28 decembrie 2000 |
| Ministrul tineretului și sportului                                             | Crin Antonescu          | PNL         | 22 decembrie 1999 | 28 decembrie 2000 |
| Ministrul funcției publice                                                     | Vlad Roșca              | PNTCD       | 22 decembrie 1999 | 28 decembrie 2000 |
| Ministru delegat pe lângă primul ministru, pentru minorități naționale         | Peter Eckstein-Kovacs   | UDMR        | 22 decembrie 1999 | 28 decembrie 2000 |
| Secretar general al Guvernului                                                 | Radu Stroe              | PNL         | 22 decembrie 1999 | 28 decembrie 2000 |

## Observații
- Ministrul apărării naționale

13 martie 2000 - Președintele Emil Constantinescu a aprobat demisia din funcție a ministrului Victor Babiuc. Acesta a cerut demisia ca urmare a plecării din Partidul Democrat
- Ministrul transporturilor

26 iunie 2000 - Traian Băsescu demisionează din funcția de ministru al transporturilor, pentru a putea prelua mandatul de primar general al Capitalei, în urma câștigării alegerilor de la 18 iunie 2000.

## Sursa
- Rador
- Rompres

| Precedat(ă) de: Guvernul Radu Vasile | Guvernul Mugur Isărescu 22 decembrie 1999 - 28 decembrie 2000 | Succedat(ă) de: Guvernul Adrian Năstase |